# バッグス・バニー スーパースター
バッグス・バニー スーパースター（Bugs Bunny: Superstar）は、アメリカ合衆国で1975年12月19日に公開されたルーニー・テューンズのドキュメンタリー映画。

## 上映された短編作品
| 邦題                     | 原題                | 公開年 | 監督                   |
| ------------------------ | ------------------- | ------ | ---------------------- |
| バニーにアカデミー賞を!  | What's Cookin' Doc? | 1944年 | ボブ・クランペット     |
| 野生のバニー             | The Wild hare       | 1940年 | テックス・アヴェリー   |
| アヒルのワルツ           | A Corny Concerto    | 1943年 | ボブ・クランペット     |
| てごわいカナリヤ         | I Taw a Putty Tat   | 1948年 | フリッツ・フレレング   |
| バニーのピアノリサイタル | Rhapsody Rabbit     | 1946年 | フリッツ・フレレング   |
| 可愛い子には旅を         | Walky Talky Hawky   | 1946年 | ロバート・マッキンソン |
| 可愛さ余って憎さ百倍     | My Favorite Duck    | 1942年 | チャック・ジョーンズ   |
| バニーのホラー体験       | Hair-Raising Hare   | 1946年 | チャック・ジョーンズ   |
| 未来のバニー             | The Old Grey Hare   | 1944年 | ボブ・クランペット     |

この映画には、ワーナー・ブラザースのアニメ監督であるフリッツ・フレレング、テックス・アヴェリー、ボブ・クランペットのインタビューが含まれている。本編時間は90分で、このうち30分はドキュメンタリー映像で構成されている。

## キャスト
| 役名                     | 担当俳優            | 日本語吹き替え      |
| ------------------------ | ------------------- | ------------------- |
| バッグス・バニー         | メル・ブランク      | 富山敬              |
| エルマー・ファッド       | メル・ブランク      | 富田耕生            |
| ゴッサマー               | メル・ブランク      | 藤本譲              |
| ダフィー・ダック         | メル・ブランク      | 内海賢二            |
| ポーキー・ピッグ         | メル・ブランク      | 堀絢子              |
| シルベスター・キャット   | メル・ブランク      | 石丸博也            |
| トゥイーティー           | メル・ブランク      | 神代知衣            |
| フォグホーン・レグホーン | メル・ブランク      | 石丸博也            |
| バーンヤード・ドッグ     | メル・ブランク      |                     |
| ヘンリー・ホーク         | メル・ブランク      |                     |
| ボブ・クランペット       |                     |                     |
| テックス・アヴェリー     |                     |                     |
| フリッツ・フレレング     |                     |                     |
| 初回放送                 | 1992年7月27日 WOWOW | 1992年7月27日 WOWOW |

## ホームメディア
アメリカ
1980年代にLD・VHSビデオ及びベータ・マックスをMGM/UA ホームビデオから発売されていたが廃盤となり、現在は「Looney Tunes Golden Collection: Volume 4」の映像特典に収録されたDVDが2006年11月14日に発売されている。
日本
1989年頃にVHSビデオ「コミック・パラダイス全員集合!! バッグス・バニー スーパースター」という題でヘラルド・ポニーから発売された。